# Julio Castro
Julio Castro del Rosario (ur. 27 grudnia 1879 w Celen, zm. ?) – hiszpański strzelec, medalista mistrzostw świata, olimpijczyk.
Brał udział w jednej edycji igrzysk olimpijskich – w Los Angeles w 1932 roku. Wystąpił tam w jednej konkurencji (karabin małokalibrowy leżąc, 50 m), w której zajął dziewiąte miejsce. Był chorążym reprezentacji Hiszpanii na igrzyskach w Los Angeles.
Zdobył w swojej karierze sześć medali mistrzostw świata, w tym trzy złote. Jest pierwszym strzelcem, który zdobył dla Hiszpanii medale mistrzostw świata.

## Wyniki olimpijskie
| Igrzyska | Konkurencja                       | Wynik       | Miejsce   | Źródło |
| -------- | --------------------------------- | ----------- | --------- | ------ |
| IO 1932  | Karabin małokalibrowy leżąc, 50 m | 291 punktów | 9 (na 26) | [ 3 ]  |

## Medale na mistrzostwach świata
Opracowano na podstawie materiału źródłowego:
| Mistrzostwa           | Konkurencja                           | Wynik                | Miejsce |
| --------------------- | ------------------------------------- | -------------------- | ------- |
| Bajonna/Biarritz 1912 | Karabin wojskowy, trzy pozycje, 300 m | 506 punktów          | 1       |
| Bajonna/Biarritz 1912 | Karabin wojskowy leżąc, 300 m         | 179 punktów          | 1       |
| Bajonna/Biarritz 1912 | Karabin wojskowy stojąc, 300 m        | 161 punktów          | 3       |
| Rzym 1927             | Pistolet dowolny, 50 m, drużynowo     | 2481 punktów (druż.) | 3       |
| Loosduinen 1928       | Karabin wojskowy leżąc, 300 m         | 176 punktów          | 1       |
| Loosduinen 1928       | Pistolet dowolny, 50 m, drużynowo     | 2509 punktów (druż.) | 2       |